# 第20独立自動車化歩兵大隊 (ウクライナ陸軍)
第20独立自動車化歩兵大隊（だい20どくりつじどうしゃかほへいだいたい、ウクライナ語: 20-й окремий мотопіхотний батальйон）は、ウクライナ陸軍の大隊のひとつ。第93独立機械化旅団隷下。

## 概要

### ドンバス戦争

#### ウクライナ領土防衛大隊
2014年4月20日、ドンバス戦争の影響に伴い、義勇軍ウクライナ領土防衛大隊の第20ドニプロペトロウシク領土防衛大隊として、ドニプロペトロウシク州の行政支援を受け、ドニプロペトロウシクで創設された。
2014年5月から、ドンバス戦争に投入され、東部ドニプロペトロウシク州、ドネツィク州の検問所に配備された。

#### ウクライナ陸軍
2014年11月、ウクライナ陸軍に編入し、ドニプロペトロウシク州駐屯の第93独立機械化旅団隷下に配属され、第20独立自動車化歩兵大隊に改編した。

### ロシアのウクライナ侵攻
2022年8月、東部ドネツィク州バフムートに配備され、団員の5割以上が戦死したとロシア国防省が発表した。

## 編制
- 大隊本部（チェルカスケ）
- 第1中隊
- 第2中隊
- 第3中隊
- 迫撃砲中隊
- 対空砲小隊
- 偵察小隊
- 工兵小隊
- 後方支援隊